# Eurycoptosia bodoani
Eurycoptosia bodoani – gatunek chrząszcza z rodziny kózkowatych i podrodziny zgrzypikowych. Jedyny przedstawiciel rodzaju Eurycoptosia.

## Zasięg występowania
Gatunek ten występuje w Azerbejdżanie oraz Iranie.